# 신천강
신천강(新川江)은 1971년까지 서울특별시 광진구 자양동과 송파구 잠실동 사이를 흐르던 한강의 지류로, 새내[新川], 새개천, 신천 등의 이름으로도 불렸다. 1970년대에 송파강을 매립하는 대신 이 강을 넓혀 한강의 본류가 되었다.

## 같이 보기
- 한강
- 송파강
- 잠실섬
- 석촌호수공원